# Torsten Almén
Torsten Håkan Oscar Almén, född 2 september 1931, död 8 januari 2016, var en svensk läkare och radiolog. Han disputerade 1966 vid Lunds universitet där han var professor i diagnostisk radiologi. Han blev 1989 ledamot av Vetenskapsakademien. Han är mest känd för sitt stora bidrag i utvecklandet av moderna icke-joniska lågosmolära jodkontrastmedel.

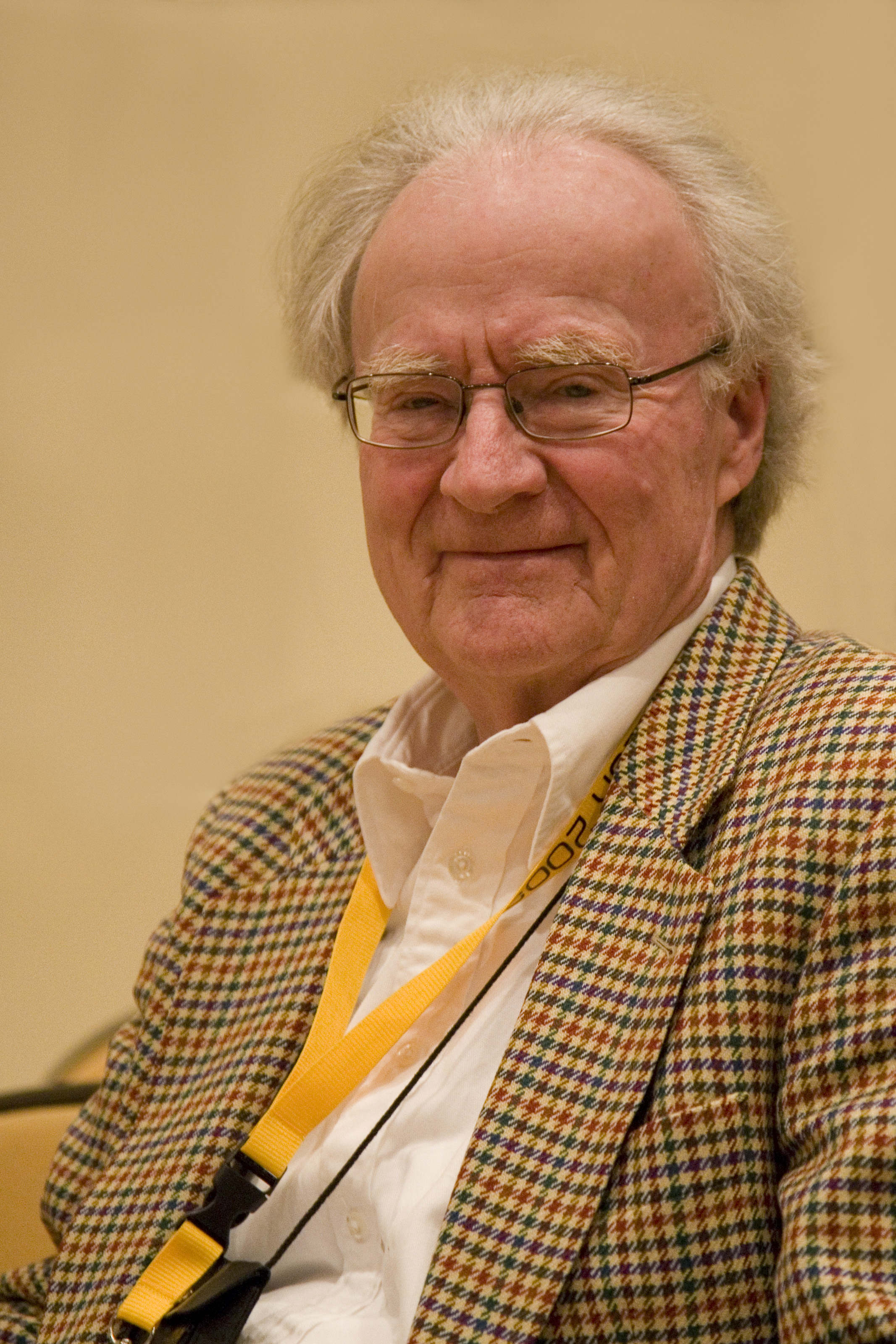
Torsten Almén 2009.